# 臺灣大專院校退場

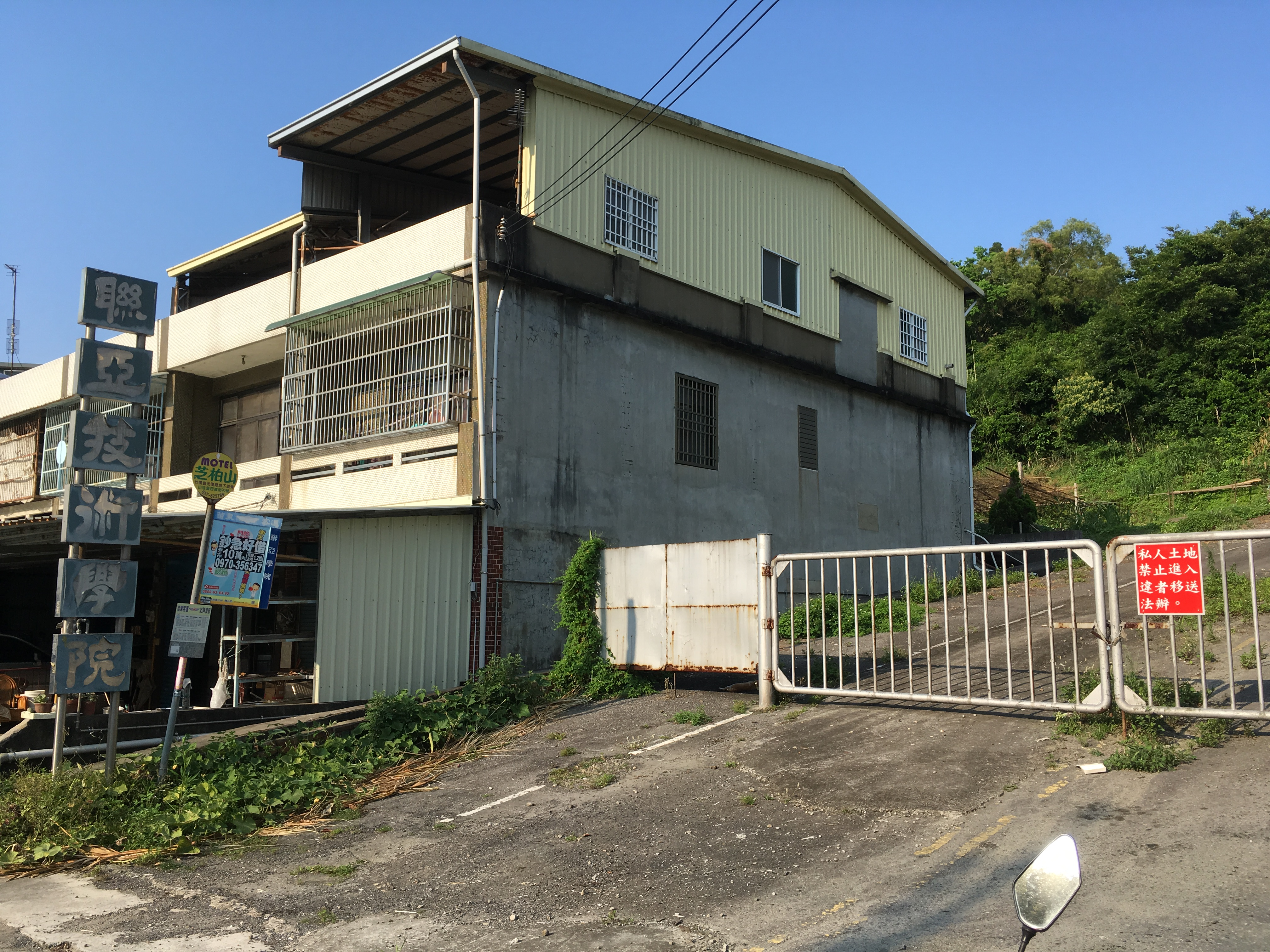
曾在苗栗縣籌備時的聯亞技術學院舊址，該校最後未實際成立，攝於2017年。

臺灣的私立大專院校要停止運作，通常需依照《私立學校法》向教育部申請自行停辦並經核准；或是在特定情形下，被教育部依照《私立高級中等以上學校退場條例》勒令停止招生。這種實踐被俗稱為「雙軌制」。但無論藉由何種方法停止運作，皆被稱為大專院校退場。從1990年首次勒令停辦到2025年，共計19所大專院校退場。臺灣的公立大專院校，則通常以整併為主。
1990年代，教育部積極廣設大專院校，但隨後碰上少子化與學校負債問題，使得大學退場在2010年代起開始廣受討論、並提出各種應對措施。依照目前教育部規定，如果大專院校無法在註冊率或教學品質達成標準，教育部會先列入預警學校、再列為專案輔導、最後勒令停止招生。但若情形嚴重，教育部也會勒令立即停止招生。

## 背景
1996年至1998年吳京擔任教育部部長期間，提出「三條國道」構想，針對學校教育進行了一連串的改革措施，這當中以「第二國道」政策影響甚鉅，不僅積極廣設大學，並將大量技職院校升格為科技大學，僅二十年內大學數量暴增一倍以上，但由於少子化影響，部分大專院校逐漸出現招生不足的情形，同時高教負債問題也成為大學倒閉的隱憂。
根據教育部統計處網站資料，大專校院教師數自101學年之5.0萬人，降至111學年之4.4萬人；大專校院學生數也從自101學年的135.5萬人，逐年下降至111學年的114萬人。兩者皆呈現下降趨勢。
2013年9月，教育部首次針對私立大學提出退場機制，2014年12月，教育部公布大學註冊率，各大學進行整併方式因應。2022年5月，立法院通過《私立高級中等以上學校退場條例》，作為私立大學及高中職退場機制的法源依據。

## 勒令停止招生機制
2009年6月，教育部依《大學法》發布《專科以上學校總量發展規模與資源條件標準》，授予教育部以招生名額限制學校。之後的2022年5月，立法院通過《私立高級中等以上學校退場條例》（俗稱「私校退場條例」），以及教育部以該條例為基礎，於2023年7月公布的《預警學校與專案輔導學校認定輔導及監督辦法》，把大專院校退場明文化。
依照《私立高級中等以上學校退場條例》規定，如果大專院校不合標準，教育部會先列入預警學校，並檢核其財務與校務。如果該校三年內被列為預警學校二次以上，教育部將列為專案輔導學校，並進一步限制其校務。如果兩年後未見改善，教育部將勒令其停止招生。
2024年2月23日，教育部修正《大學單獨招生申請作業要點》，不再受理大學自行評估後申請全校獨招。要點修正後，除已同意的學校之外，未來各校都不能再申請全校獨招。但宗教、藝術、體育學院；或是新設、改制校系無法及時參與申請、分發管道；以及其他因政策法令或專案計畫，仍在許可範圍之內。
2025年，依照教育部公布的「私立高級中等學校專案輔導學校公告專區」，專案輔導學校的私立高中職部份有5所。而自113學年度（2024年）起，則無專案輔導大專學校。

### 專案輔導學校標準
依據《預警學校與專案輔導學校認定輔導及監督辦法》與《專科以上學校總量發展規模與資源條件標準》等教育部相關法規政策，所制定的規則：
1. 違反相關教育法規情節嚴重，影響學生或教職員工權益。
2. 最近一學年度全校百分之五十以上之院、所、系、科及學位學程，師資質量不符合法令所定基準。首次會先列入預警學校，未能限期改善則會列入專案輔導學校。
3. 最近一學期維護學生受教權益檢核結果不通過。首次會先列入預警學校，未能限期改善則會列入專案輔導學校。
4. 合格教師比率未達百分之五十。首次會先列入預警學校，未能限期改善則會列入專案輔導學校。
5. 學校積欠教師薪資。最初標準為積欠教職員工人事費總額五成以上，累計達六個月以上，2013年11月改以欠薪累計達三個月以上或未經協議任意減薪為標準，2019年2月改以曾被教育部依教師待遇條例處以罰鍰作為標準。
6. 財務狀況惡化。如有影響校務正常營運之虞者列入預警學校，顯著惡化且已有不能清償債務之事實或嚴重影響校務正常營運者，列入專案輔導學校，於改善及停辦實施原則內另有具體規定。
7. 3年內被列入預警學校達2次以上，改列入專案輔導學校。

其他輔助機制則有：
1. 大學連續兩年註冊率未達50％將取消補助，技專院校新生註冊率未達60%，亦將影響教育部補助額度[11]。
2. 2016年起從嚴進行招生總量調控機制，公立學校註冊率未達80％，或是私立學校連二學年度註冊率未達70%，將減招10%~50%[12]。

#### 新生註冊率未達6成的學校（不含已退場學校）
列出106學年起未達6成新生註冊率的學校作為參考依據，目前專案輔導學校評定已不再以註冊率作為依據。
依據教育部於「大專校院校務資訊公開平台 （页面存档备份，存于）」公佈自106學年度起的全國大專院校註冊率（112學年度起含宗教研修學院）。
113學年度全校新生(含境外生)註冊率 （页面存档备份，存于）可於大專校院校務資訊公開平台首頁快速查詢。
據新聞報導教育部技職司表示，在少子化情況下，學校持續調整招生策略，再加上2024年起就讀私立大專校院學雜費補助上路，讓2024年（113學年）私校註冊率較2023年（112學年度）整體增加。
| 校名                       | 設立別       | 106學年 | 107學年 | 108學年 | 109學年 | 110學年 | 111學年 | 112學年 | 113學年 | 備註                 |
| -------------------------- | ------------ | ------- | ------- | ------- | ------- | ------- | ------- | ------- | ------- | -------------------- |
| 華梵大學                   | 私立大學     | 32.43   | 56.18   | 達標    | 達標    | 達標    | 達標    | 達標    | 達標    | 2020年推行免學費政策 |
| 玄奘大學                   | 私立大學     | 47.95   | 54.58   | 達標    | 達標    | 達標    | 達標    | 48.60   | 58.48   |                      |
| 開南大學                   | 私立大學     | 56.11   | 達標    | 達標    | 達標    | 達標    | 達標    | 達標    | 達標    |                      |
| 中國文化大學               | 私立大學     |         |         |         |         |         | 58.59   | 達標    | 達標    |                      |
| 大葉大學                   | 私立大學     |         |         |         |         |         | 58.07   | 47.87   | 56.35   | 連續3年註冊率未達6成 |
| 長榮大學                   | 私立大學     |         |         |         |         |         | 53.35   | 56.80   | 達標    |                      |
| 真理大學                   | 私立大學     |         |         |         |         |         | 46.27   | 25.73   | 30.49   | 連續3年註冊率未達6成 |
| 中華大學                   | 私立大學     |         |         |         |         |         |         | 54.59   | 達標    |                      |
| 臺灣基督長老教會南神神學院 | 宗教研修學院 |         |         |         |         |         | 56      | 達標    | 達標    |                      |
| 國立臺東專科學校           | 公立技專     |         |         |         |         |         | 47.29   | 51.30   | 36.54   |                      |
| 中信科技大學               | 私立技專     | 56.34   | 達標    | 達標    | 52.65   | 50.14   | 53.84   | 47.55   | 達標    |                      |
| 育達科技大學               | 私立技專     | 59.48   | 達標    | 達標    | 達標    | 達標    | 達標    | 達標    | 達標    |                      |
| 修平科技大學               | 私立技專     | 52.88   | 達標    | 達標    | 達標    | 達標    | 57.45   | 57.89   | 達標    |                      |
| 崇右影藝科技大學           | 私立技專     | 55.47   | 51.89   | 達標    | 達標    | 達標    | 達標    | 達標    | 達標    |                      |
| 南亞技術學院               | 私立技專     | 51.59   | 達標    | 達標    | 達標    | 達標    | 達標    | 達標    | 達標    |                      |
| 聖約翰科技大學             | 私立技專     | 達標    | 達標    | 43.65   | 40.05   | 40.46   | 35.31   | 達標    | 達標    |                      |
| 建國科技大學               | 私立技專     | 達標    | 達標    | 達標    | 55.57   | 達標    | 達標    | 55.20   | 57.37   |                      |
| 台北海洋科技大學           | 私立技專     | 達標    | 達標    | 達標    | 59.46   | 達標    | 達標    | 達標    | 達標    |                      |
| 慈惠醫護管理專科學校       | 私立技專     | 達標    | 達標    | 達標    | 58.35   | 達標    | 51.51   | 51.62   | 達標    |                      |
| 中華科技大學               | 私立技專     | 達標    | 達標    | 達標    | 達標    | 57.18   | 57.88   | 達標    | 達標    |                      |
| 嘉南藥理大學               | 私立技專     |         |         |         |         |         | 59.47   | 達標    | 達標    |                      |
| 德育護理健康學院           | 私立技專     |         |         |         |         |         | 56.63   | 達標    | 達標    |                      |
| 宏國德霖科技大學           | 私立技專     |         |         |         |         |         | 56.15   | 56.05   | 達標    |                      |
| 吳鳳科技大學               | 私立技專     |         |         |         |         |         | 51.11   | 達標    | 達標    |                      |
| 台鋼科技大學               | 私立技專     |         |         |         |         |         | 24.51   | 15.70   | 達標    |                      |
| 台北基督學院               | 宗教研修學院 |         |         |         |         |         |         | 31.82   | 31.82   |                      |
| 中華福音神學研究學院       | 宗教研修學院 |         |         |         |         |         |         | 44.83   | 57.14   |                      |
| 元培醫事科技大學           | 私立技專     |         |         |         |         |         |         | 50.44   | 54.71   |                      |
| 中國科技大學               | 私立技專     |         |         |         |         |         |         | 56.50   | 達標    |                      |
| 東南科技大學               | 私立技專     |         |         |         |         |         |         | 56.81   | 達標    |                      |
| 台灣神學研究學院           | 私立神學院   |         |         |         |         |         |         |         | 54.55   |                      |

## 自行停辦機制
《私立學校法》於1974年通過。當時私立學校的解散機制，被列在第四章的〈監督〉章節內。1997年，私立學校的解散機制，改獨立列於第七章的〈停辦與解散〉章節，2008年，立法院再增設合併方面的法條，提供私立學校合併的法源依據。同時〈停辦與解散〉章節也改名為〈合併、改制、停辦、解散及清算〉。
依照《私立學校法》於2014年公佈的現行條文，私立大學可依照第七十條或第七十二條自行停辦與解散。俗稱「自行退場」。但其學校法人需向教育部申請，經核定後方可停辦與解散。同時，學校必須依照第四條，設立私立學校諮詢會，提供學校與教育部相關意見。相關條件與審核程序，則由教育部該法依照三十四條制定。
依循自行停辦機制的私立學校，可以等所有學生畢業後才停辦，停辦後還可在三年內改制、復辦或改善。因此，自行停辦學校的調整時間最長有六年。但前提是學校必須負擔全體師生的待遇、資遣與安置，否則教育部將改列專案輔導，以勒令停止招生機制處理。

## 歷年退場學校
以學校所在地區別，目前共計19所為新北市1所、宜蘭縣1所、新竹市1所、苗栗縣1所、彰化縣2所、雲林縣1所、嘉義縣1所、嘉義市1所、臺南市2所、高雄市5所、屏東縣2所、花蓮縣2所。
| 退場時間       | 學校名稱             | 學校所在地 | 因應方式 | 發生因素                                                                      | 備註                                                                                         | 校地現在用途 |
| -------------- | -------------------- | ---------- | --- | ----------------------------------------------------------------------------- | -------------------------------------------------------------------------------------------- | --- |
| 1990年7 月23日 | 國際商業專科學校     | 高雄市     | 勒令退場。原師資、學生併入高雄工專，為當時國立高雄應用科技大學管理學院之前身 | 校務運作產生弊端                                                              | 遭教育部勒令退場之首例                                                                       | 高雄市政府收回土地（原國際商工退場） |
| 2014年2月13日  | 高鳳數位內容學院     | 屏東縣     | 自行退場 | 學生數過少，學校資產負債                                                      |                                                                                              | 2017年2月，中華民國教育部核定法人變更為一贯道天皇学院，興辦崇華國民小學，主管機關改為隸屬屏東縣政府教育處。 |
| 2014年8月7日   | 永達技術學院         | 屏東縣     | 自行退場 | 2014年2月因改善計劃書未通過審議遭到103年度停招處分。同年8月7日正式宣布停辦    |                                                                                              | |
| 2018年8月1日   | 高美醫護管理專科學校 | 高雄市     | 教育部於5月15日召開「107－108年度技專校院設立變更及停辦審議會」後，宣佈自107學年度起停辦。 | 學生數過少                                                                    |                                                                                              | |
| 2019年6月20日  | 亞太創意技術學院     | 苗栗縣     | 自行宣布107學年度起停招，辦理停辦。 | 學生數逐年遞減，董事會決議停辦。                                              | 少子化衝擊退場之首例，教育部2019年6月20日依《私立學校法》命令自108學年度起停辦。             | 預計轉型成新竹科學園區科技創新研發基地。 |
| 2019年7月31日  | 南榮科技大學         | 臺南市     | 董事會未在7月底之前補足1億元的校務經費，教育部已勒令108學年起全面停辦。 | 因2016年爆發販賣假學歷醜聞後，使招生率一蹶不振，且積欠教職人員2,400多萬薪資。 | 教育部2019年7月31日依《私立學校法》命令自108學年度第二學期起停辦。                           | 將轉型為玉秀雙語小學，預計於2025年開辦。 |
| 2021年7月31日  | 稻江科技暨管理學院   | 嘉義縣     | 自行宣布109學年度起停招，辦理停辦。但2020年7月1日教育部駁回其停辦申請。 | 轉型計畫未獲教育部核定，承租臺糖公司土地到期，董事會基於財政考量決議停辦。    | 教育部在2021年5月24日召開私校諮詢委員會通過停辦案，6/21審議同意停辦。                        | 轉型為稻江長照財團法人。 |
| 2021年9月1日   | 臺灣觀光學院         | 花蓮縣     | 自110學年度停招，董事會決議朝向停辦方向辦理，2022年10月完成清算 | 少子女化影響，整體財務營運持續惡化至難以辦學                                  | 教育部在2021年5月24日召開私校諮詢委員會通過停辦案，6/4審議通過停辦。                         | 國立空中大學壽豐校區。 |
| 2022年7月31日  | 蘭陽技術學院         | 宜蘭縣     | 自110學年度停招，董事會決議111學年度起申請停辦 | 少子女化影響、校地處偏鄉，難以永續辦學                                        | 教育部在2022年5月23日召開私校諮詢委員會通過停辦案，並審議通過停辦。                          | |
| 2023年5月10日  | 和春技術學院         | 高雄市     | 2021年4月20日，因財務持續出問題而被教育部勒令全部停招，核定招生名額0名。 | 少子女化影響，整體財務營運持續惡化至難以辦學。                                | 教育部核定2021年8月全部停招；2022年10月教育部召開的私校退場審議會，確認於2023年5月10日停辦。 | 和春技術學院由高雄市政府承接，該府正評估及研議後續規劃。 |
| 2023年8月1日   | 中州科技大學         | 彰化縣     | 自111學年度教育部勒令停招，尚未得知董事會是將尋求轉型亦或停辦 | 發生強迫烏干達學生到工廠勞動                                                  | 2023年7月31日停辦                                                                            | 中州科技大學校舍由內政部承接，作為民防訓練場地。 |
| 2023年8月1日   | 台灣首府大學         | 台南市     | 自111學年度全面停招，111新生全部優先轉學安置，在校生辦理逐批安置轉學，預計2023年辦理完退場 | 因少子化與財務危機                                                            | 2023年7月31日停辦                                                                            | 台灣首府大學校舍由臺南市府以「曾文市政願景園區」，規畫市民運動中心、親子遊憩、社福社教、藝文典藏、辦公廳舍等5大功能的複合式園區。 |
| 2024年8月1日   | 大同技術學院         | 嘉義市     | 勒令停招，112學年度停止全部招生，並於112學年度結束時停辦 | 因少子化與財務危機                                                            | 2024年7月31日停辦                                                                            | 目前教育部與縣市府協調的校產用途，初步規畫嘉義市校本部規畫為「衛生福利園區」；太保分校由嘉縣府規畫為研發中心及教學使用；由於縣市政府須共同攤還大同積欠的債務，歸墊教育部退場基金，歸墊攤還比例以及用途規畫內容還未定案，須等到退場以後才會明朗。                                                                        |
| 2024年8月1日   | 明道大學             | 彰化縣     | 勒令停招，112學年度停止全部招生，並於112學年度結束時停辦 | 因少子化與財務危機                                                            | 2024年7月31日停辦                                                                            | 2024年11月21日彰化縣政府表示縣府將於28日教育部研商會議中爭取接管明道大學部分校地，作為推動AI（人工智慧）軟體產業智慧園區發展及碳權交易平台基地，帶動彰南產業發展。 |
| 2024年8月1日   | 環球科技大學         | 雲林縣     | 勒令停招，112學年度停止全部招生，並於112學年度結束時停辦 | 因少子化與財務危機                                                            | 2024年7月31日停辦                                                                            | |
| 2024年8月1日   | 東方設計大學         | 高雄市     | 自行宣布112學年度停招，辦理停辦。 | 因少子化影響主動停招退場                                                      | 2024年7月31日停辦                                                                            | 東方設計大學退場後，原校地規畫作為國立高雄科技大學湖內校區。 |
| 2025年8月1日   | 大漢技術學院         | 花蓮縣     | 花蓮縣的大漢技術學院受少子女化衝擊，董事會自行決定停辦。2024年8月9日教育部經徵詢私校諮詢會意見後，正式審議通過，大漢學院自113學年度起停止全部招生，114學年度起停辦。                           | 因少子化影響主動停招停辦                                                      | 2025年7月31日停辦                                                                            | |
| 2025年8月1日   | 一貫道天皇學院       | 高雄市     | 一貫道天皇學院因少子化衝擊，113學年度已停招。一貫道天皇學院自行申請自114學年起停辦，教育部已徵詢私校諮詢會決議原則同意，該校停辦計畫須補充學生轉學安置措施等資料，後續提教育部停辦審議會審議。 | 因少子化影響主動停招停辦                                                      | 2025年7月31日停辦                                                                            | |
| 2027年8月1日   | 華夏科技大學         | 新北市     | 教育部核定華夏科技大學自112學年度（2023年）停招，115學年度結束（2027年）停辦。 | 因少子化衝擊影響主動停招退場                                                  | 2023年8月1日停招，2027年7月31日停辦                                                          | 華夏科技大學 預計2027年7月31日停辦，與國立台灣科技大學整併。2023年8月1日臺科大正式接管華夏科大校地，校區改稱為國立臺灣科技大學華夏校區。 |
|                | 中華大學             | 新竹市     | 預計最快2025年停招 | 主動停招退場                                                                  |                                                                                              | 2024年11月22日中華大學表示董事會通過中華大學與國立清華大學整併成立「清華平方科技園區」，最快114學年度停招，中華大學退場後校產捐國立清華大學。按照與國立清華大學的協議，中華大學退場後，全數校產將贈予清大半導體學院。原有中華大學學生領取的畢業證書依然是以中華大學名義授予。原中華大學教授會由清大以專案形式延聘六年。 |

## 参閲
- 台灣教育
  - 臺灣教育改革#臺灣大專院整併政策發展
  - 臺灣大專院校整併
  - 台湾大专院校学生数列表
- 2018年問題 - 日本因少子化而產生的類似大專院校退場問題，至於為何到2018年才發生這個問題，是因為日本應入大學人數在2018年後才開始減少，又因各類原因加上外國學生日本留學人數較多才延至2018年發生。

## 外部連結
- 维基文库中的相關文獻：私立高級中等以上學校退場條例
- 维基文库中的相關文獻：私立學校法 (民國103年)
- 專案輔導學校 - 大專校院校務資訊公開平臺
- 教育部主管私立高級中等學校專案輔導學校公告專區